# Jiřina Táborská
Jiřina Táborská (10. července 1926 v Lazech u Orlové – 14. září 2004) byla česká literární historička a literární teoretička a rusistka.
Působila jako redaktorka v nakladatelství Československý spisovatel. Edičně připravila a doslovy opatřila sebrané spisy Alexandra Sergejeviče Puškina. Od poloviny šedesátých let pracovala v ČSAV. Zásadně se podílela na vydání Slovníku literární teorie (1977), ačkoli z politických důvodů není mezi autory uvedena.